# 漢字注音史
漢字注音史指古代至今為漢語等語言所用漢字記音的歷史。

## 宋朝以前
古人曾采用直音、反切等方法为汉字注音。
漢末魏晉南北朝時，相繼漸知反切，分辨宮商角徵羽五音，分別平上去入四聲。
佛教傳入後，漢字切韻生於西域，舊所傳十四字，貫一切音，稱為婆羅門書，其後又得三十六字母，音韻之道始備。
唐朝时期日本人创造的假名，也可能是最早用于拼注汉字语音的注音符号之一。

## 元明清
明朝时期朝鲜人创造了谚文。明代回回创造了用阿拉伯字母为汉语注音的小经。1605年，意大利传教士利玛窦最早采用拉丁字母为汉字注音。1626年，法国传教士金尼阁在利玛窦方案的基础上采用音素字母为汉字注音。早期的汉语拼音以南京官话为蓝本。以后又出现了以北京官话为蓝本的汉语拼音以及广东话等拼音。1867年英国人威妥玛创制的威妥玛式拼音采用北京官话作为蓝本。威妥瑪拼音的使用時間相當長，直到2010年台灣仍然廣泛使用。
1892年，卢戆章仿拉丁字母造“中国切音新字”字母，并主张以南京语音为汉语语音标准，这被认为是统一全国语音的首倡者。1900年王照受日本片假名启发，创制汉字笔画型拼音字母“官话合声字母”，并主张以北京官話为官話的标准音。

## 清末至今
詳見以下主條目。